# Феміністична партія Іспанії
Феміністична партія Іспанії (ісп. Partido Feminista de España; PFE) — іспанська феміністська політична партія. Вона була заснована в 1975 році феміністкою, антифашисткою і активісткою комунізму Лідією Фалькон.

## Історія
У 1983 році, 1-й з'їзд партії відбувся в Барселоні, де був обраний виконавчий комітет. Членами його були: Lidia Falcón, Carmen Sarmiento, Maria Encarna Sanahuja, Mercedes Izquierdo, Montserrat Fernández Casido, Pilar Altamira, Siurana Elvira, Isabel Marin, and Maria Angeles Piquero.
В Європейському парламенті на виборах 1999 року, партія виступила за створення конфедерації феміністських організацій, які виграли 28,901 голосів (0.14 %).
В ході Другого конгресу, що проходив з 25 по 26 липня 2015 року, PFE вирішив приєднатися до Об'єднаної Лівої, щоб брати участь у загальних виборах цього року в рамках стратегії «народної єдності».